# Sixten Bock
Karl Alfred Sixten Bock (* 2. September 1884 in Tenhult, Parish Rogberga in Småland; † 16. August 1946) war ein schwedischer Meereszoologe.

## Biografie
Er legte 1913 seine Disputation an der Universität Uppsala ab und war danach bis 1919 Konservator am Zoologischen Institut in Uppsala. 1927 wurde Bock Dozent des Allgemeinen Lehrwerkes in Norrköping, nach seiner Ernennung zum Professor 1929 war er bis zu seinem Tod Leiter der Abteilung wirbellose Tiere am Naturhistorischen Reichsmuseum in Stockholm. Seine Wahl zum Mitglied der Wissenschaftsakademie erfolgte 1945.
Zu Bocks Verdiensten zählt die Einführung des Faches Physiologie an der zoologischen Abteilung der Universität Uppsala. Bock war an mehreren zoologischen Expeditionen beteiligt, so 1908 nach Spitzbergen, 1914 nach Japan und zu den Bonininseln, sowie 1917–18 zu verschiedenen Inseln im Südmeer. Er führte jeweils eine reichhaltige Sammlung heim.
An der schwedischen Westküste entdeckte er die ersten Individuen aus dem bis dahin unbekannten Tierstamm Xenoturbellida, die ihm zu Ehren den Namen Xenoturbella bocki erhielten.

## Werke (Auswahl)
- Studien über Polycladen (1913)
- Boninia (1923)